# صنعت ماهیگیری

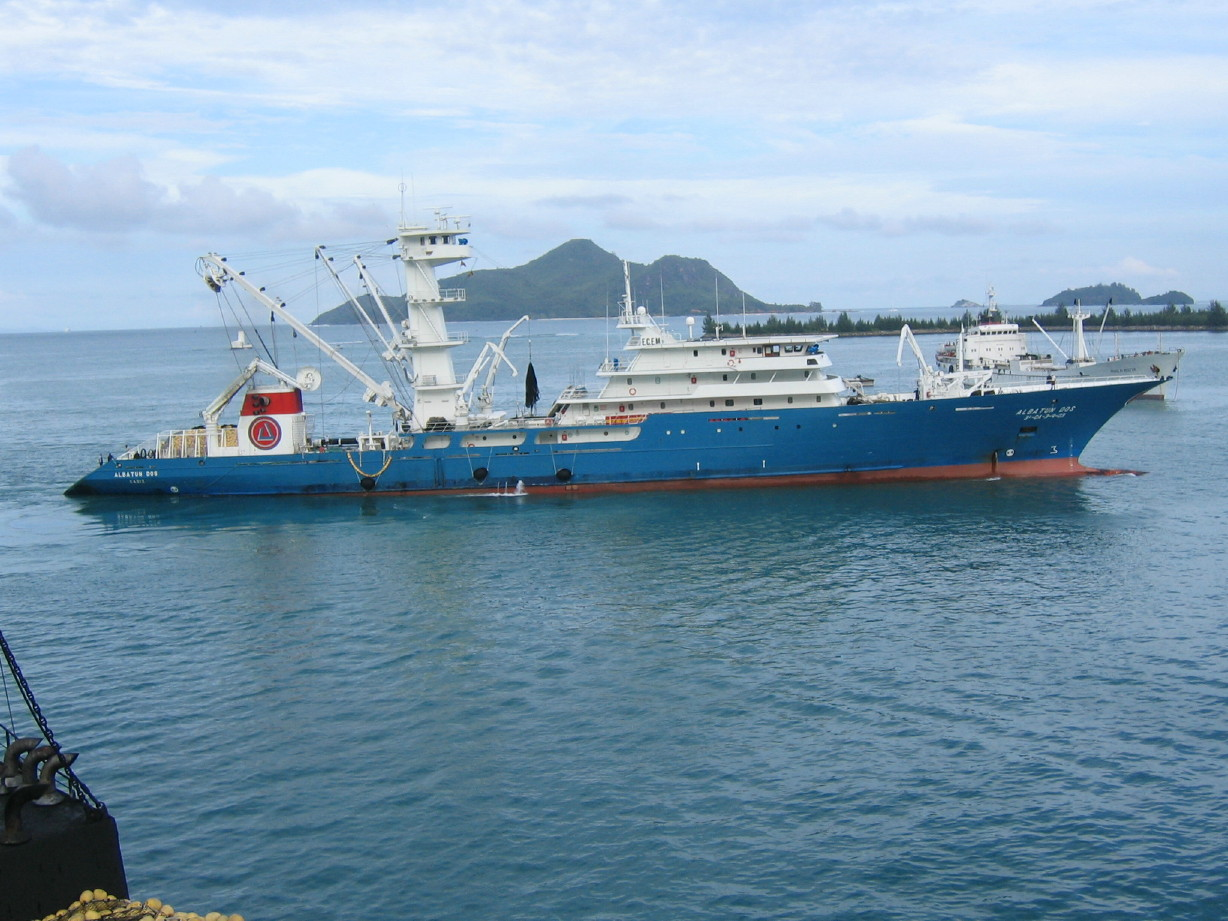
تور مدرن اسپانیایی برای صید ماهی تونایاتون در سیشل

صنعت ماهی‌گیری، یکی از مهم‌ترین صنعت‌های جهان است. هر سال، حدود ۱۰۰ میلیون تن، آبزیان صید می‌شود. کشورهای ژاپن، آمریکا، چین، نروژ، هندوستان، شیلی، ایران و کشورهایی که در گذشته بخشی از اتحاد جماهیر شوروی بودند، بیشترین صید را دارند. انسان از دوران پیش از تاریخ، ماهیگیری می‌کرده؛ اما صید ماهی به روش‌های تجاری، تا قرن هفدهم رایج نبود.
بازار جهانی صنعت ماهیگیری تجاری در سال ۲۰۱۷ معادل ۲۴۰٫۹۹ میلیارد دلار بود و پیش‌بینی می‌شود تا سال ۲۰۲۶ با ۶٫۸۸٪ نرخ رشد مرکب سالانه در دوره پیش‌بینی به ۴۳۸٫۵۹ میلیارد دلار برسد.

## محلهای ماهیگیری
اقیانوس‌ها وسیع اند؛ اما بیشتر ماهی‌ها از محل‌های شناخته شده صید ماهی بدست می‌آیند. اغلب این محلها تا فاصله ۱۰۰ کیلومتری خشکی و در آبهای کم عمق فلات قاره قرار دارند. در آب‌های پیرامون ساحل شرقی کشور کانادا، نزدیک ایسلند و پیرامون ژاپن، ماهی فراوان است. ماهی‌ها به سبب وجود مقدار فراوان پلانکتون، که غذای آن‌هاست، به این مکان‌ها نزدیک می‌شوند.

## بهره‌برداری از دریا
برخی از کشتی‌های ماهیگیری بزرگ و مجهز، به کارخانه‌های شناور تهیه ماهی تبدیل شده‌اند. بعد از جمع کردن تور و بالا کشیدن آن، ماهی‌های صید شده را بر اساس نوع، از هم جدا می‌کنند. سپس این ماهی‌ها را می‌شویند، داخل شکم آنها را خالی می‌کنند و لابلای یخ یا فریزرهای موجود در قسمت زیر کشتی ذخیره می‌کنند تا برای رسیدن به بازار تازه بمانند. گاهی کشتی‌های ماهیگیری، ماه‌ها بر روی آب بکار مشغولند.

## نگارخانه

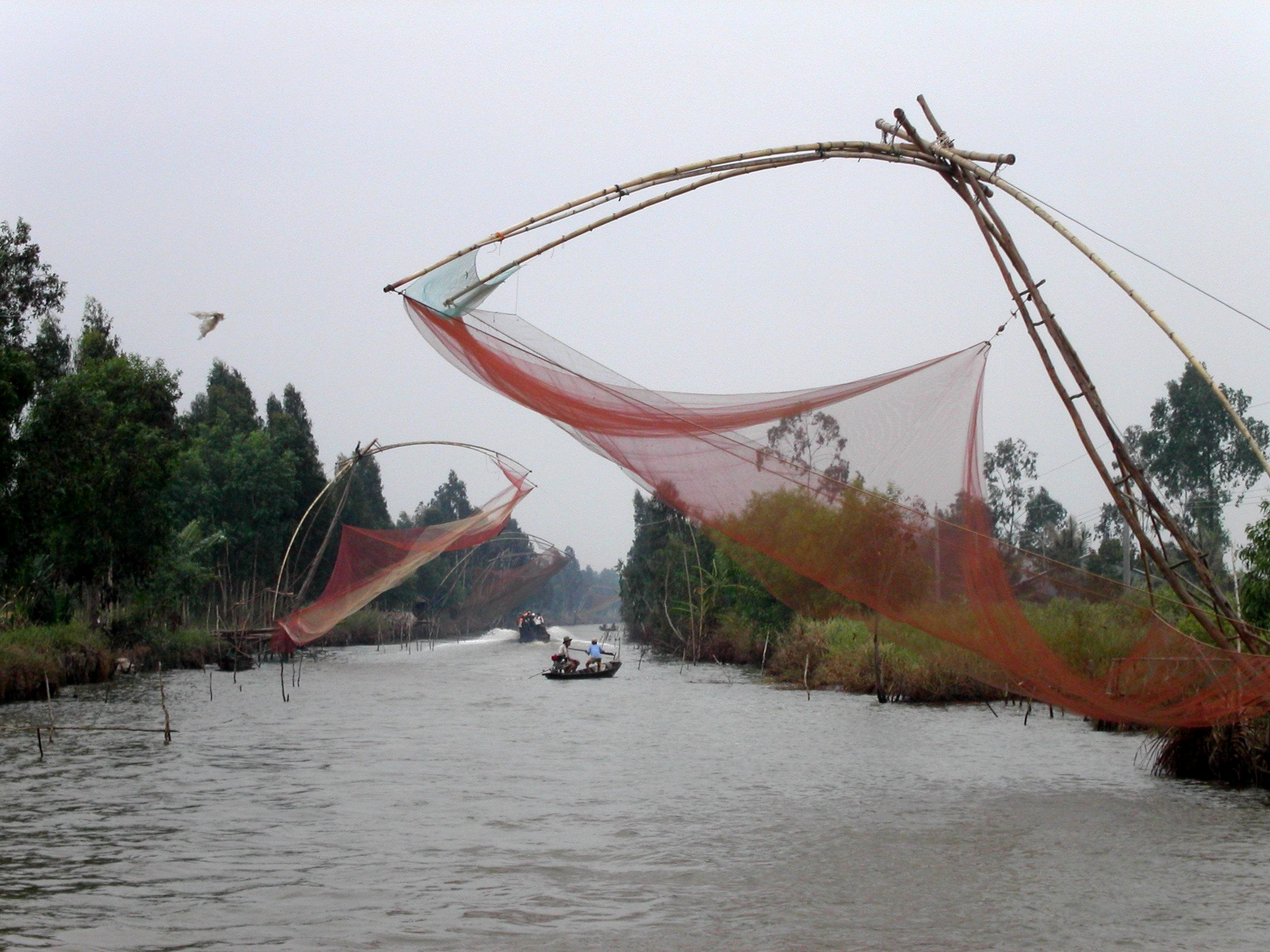
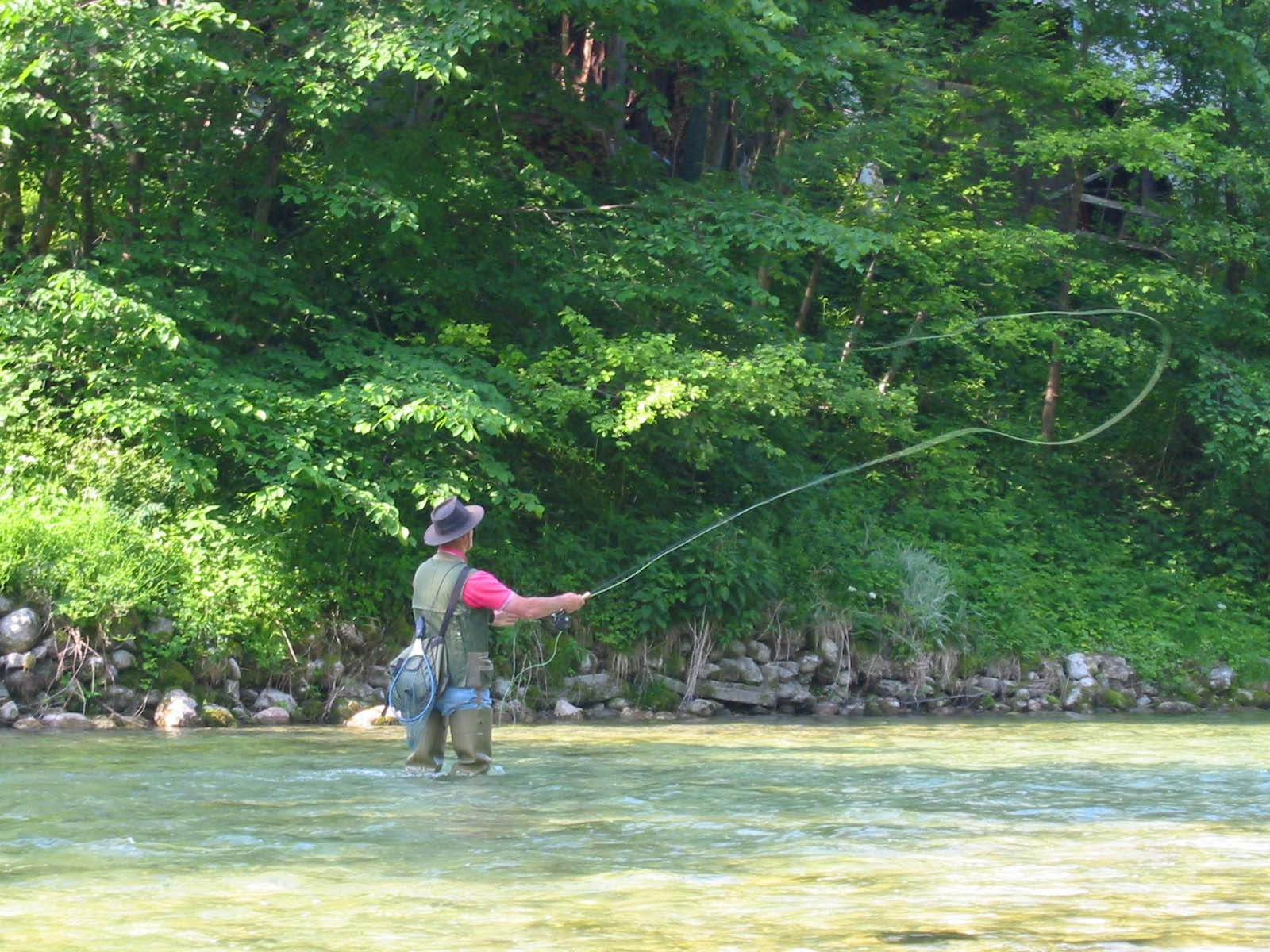

## انواع روش‌های صید صنعتی
- ترال
- پرس ساین (تور احاطه‌ای کیسه‌ای)
- لانگ لاین (رشته قلاب‌های طویل)
- گیل نت (گوشگیر)
- لیفت نت (تورهای بالارو)
- پمپینگ (مکش)
- ترولینگ (قلاب‌های کششی)
- جیگینگ (قلاب‌های خورشیدی)
- پول اند لاین (قلاب و چوب دستی)
- فونل نت (تورهای مخروطی)
- پات اند ترپ (تله‌ها و قفس‌ها)
- فایک نت (تور ثابت مخروطی)